# Književnost u 1914.
◄◄ | ◄ | 1911. | 1912. | 1913. | 1914.  | 1915. | 1916. | 1917. | ► | ►►
Arhitektura • Astronomija • Biologija • Film • Fotografija • Glazba • Kazalište • Kemija • Kiparstvo • Knjige • Književnost • Kršćanstvo • Meteorologija • Medicina • Planinarstvo • Politika • Pravo • Promet • Slikarstvo • Strip • Šport • Televizija • Znanost • Zrakoplovstvo • Željeznički promet
Književnost u 1914.

## Svijet

### Smrti
- 2. travnja – Paul von Heyse, njemački književnik (* 1830.)

## Hrvatska i u Hrvata

### Smrti
- 17. ožujka –  Antun Gustav Matoš, hrvatski pjesnik, novelist, feljtonist, esejist i putopisa (* 1873.)

## Vanjske poveznice
|  | Zajednički poslužitelj ima još gradiva o temi Književnost u 1914. |